# Пехотная дивизия «Ульрих фон Гуттен»
Пехотная дивизия «Ульрих фон Гуттен» (нем. Infanterie-Division "Ulrich von Hutten") — тактическое соединение сухопутных войск нацистской Германии, созданное в конце Второй мировой войны.

## История
Пехотная дивизия «Ульрих фон Гуттен» была сформирована 30 марта 1945 года в 4-м военном округе в Виттенберге во время 35-й волны мобилизации Вермахта на базе 56-й пехотной и 18-й моторизованной дивизии вермахта, а также находившихся в распоряжении штаба округа резервных и учебных частей. В течение апреля шло комплектование дивизии, 8 апреля она получила официальное название пехотная дивизия «Ульрих фон Гуттен». Чуть позже в её состав включили подразделения 190-й пехотной дивизии.
12 апреля 1945 года пехотная дивизия «Ульрих фон Гуттен» в составе 11-й армии впервые вступила в бой против американских войск вблизи Биттерфельда, в Саксонии. Позже была переведена в 20-й армейский корпус 12-й армии, которая выдвигалась на усиление немецких войск, которые сражались против Красной армии в Берлине. В начале мая вела бои в Хальбском котле. 8 мая 1945 года капитулировала американским войскам вблизи Тангермюнде.

## Почётное наименование
Дивизия была названа в честь Ульриха фон Гуттена (нем. Ulrich von Hutten), немецкого рыцаря-гуманиста, поэта, критика церкви и публициста.

## Местонахождение
- с марта по май 1945 (Германия)

## Подчинение
- 20-й армейский корпус 12-й армии группы армий «Висла» (12 апреля — 8 мая 1945)

## Командиры
- генерал-лейтенант Эдмунд Блаурок (3 — 12 апреля 1945)
- генерал-лейтенант Герхард Энгель (12 апреля — 8 мая 1945)

## Состав
- 1-й пехотный полк «Ульрих фон Гуттен»
- 2-й пехотный полк «Ульрих фон Гуттен»
- 3-й пехотный полк «Ульрих фон Гуттен»
- Артиллерийский полк «Ульрих фон Гуттен»
- Сапёрный батальон «Ульрих фон Гуттен»
- Противотанковый артиллерийский дивизион «Ульрих фон Гуттен»
- Стрелковый батальон «Ульрих фон Гуттен»
- Батальон связи «Ульрих фон Гуттен»